# 22 Komenda Odcinka Braniewo
22 Komenda Odcinka Braniewo – samodzielny pododdział Wojsk Ochrony Pogranicza.
22 Komenda Odcinka sformowana została w 1945 w strukturze organizacyjnej 5 Oddziału Ochrony Pogranicza. We wrześniu 1946 odcinek wszedł w skład Mazurskiego Oddziału WOP nr 5. W 1948, na bazie 22 Komendy Odcinka sformowano Samodzielny Batalion Ochrony Pogranicza nr 3.

## Struktura organizacyjna
Dyslokacja 22 Komendy Odcinka Braniewo przedstawiała się następująco :
- Komendantura odcinka nr 22 – Braniewo
- 106 strażnica – Frombork
- 107 strażnica – Młoteczno[c]
- 108 strażnica – Żelazna Góra
- 109 strażnica – Głębock

## Komendanci odcinka
- mjr Kazimierz Galicz (był 10.1946)[d].